# Crytea townesi
Crytea townesi är en stekelart som beskrevs av Heinrich 1968. Crytea townesi ingår i släktet Crytea och familjen brokparasitsteklar. Inga underarter finns listade i Catalogue of Life.